# 태봉산성 (용인시)
태봉산성은 대한민국 경기도 용인시 처인구 원삼면 좌항리에 있는 삼국 시대의 토축 산성이다. 총 둘레 길이는 212m이며, 주로 산봉우리의 경사면을 삭토해서 축조했다. 현재 북쪽 경사면에는 골프장이 지어졌고, 성벽은 거의 무너졌지만 남쪽과 서쪽 부분 안쪽에 토축이 남아 있다.